# 1949 w polityce
Wydarzenia polityczne w 1949 roku.

## Styczeń
- 1 stycznia – na obszarze Wielkiej Brytanii, Irlandii Północnej i całej brytyjskiej Wspólnoty Narodów zaczęły obowiązywać przepisy British Nationaly Act, które przyznały obywatelom Irlandii Północnej i krajów wspólnoty takie same prawa co rodowitym Brytyjczykom[1].
- 7 stycznia – w Moskwie powstała Rada Wzajemnej Pomocy Gospodarczej[2].
- 11 stycznia – zniesiono urząd Ministra Ziem Odzyskanych[2].
- 20 stycznia – Władysław Gomułka stracił stanowisko wicepremiera i ministra Ziem Odzyskanych[3].
- 21 stycznia – Czang Kaj-szek zrezygnował z urzędu prezydenta Chin[4].
- 25 stycznia – z inicjatywy Stalina w bloku wschodnim powstała Rada Wzajemnej Pomocy Gospodarczej (RWPG), będąca odpowiedzią na plan Marshalla[1].

## Luty
- 1 lutego – rząd Izraela wydał komunikat o włączeniu Jerozolimę w obrębie swych granic[1].
- 8 lutego – węgierski kardynał József Mindszenty został skazany na dożywotnie więzienie za „zdradę” kraju; 4 dni później Watykan ekskomunikował wszystkie osoby zaangażowane w proces przeciwko duchownemu[5].
- 14 lutego – pierwsze posiedzenie izraelskiego parlamentu Kneset[6].

## Marzec
- 9 marca – powstała Najwyższa Izba Kontroli[2].

## Kwiecień
- 3 kwietnia – prezydent Stanów Zjednoczonych Harry Truman zatwierdził plan Marshalla[7].
- 4 kwietnia – w Waszyngtonie Belgia, Dania, Francja, Holandia, Islandia, Kanada, Luksemburg, Norwegia, Portugalia, Stany Zjednoczone, Wielka Brytania i Włochy podpisały Traktat waszyngtoński – powstanie NATO[1].

## Maj
- 5 maja – w Londynie 10 państw (Belgia, Dania, Francja, Holandia, Irlandia, Luksemburg, Norwegia, Szwecja, Wielka Brytania i Włochy) powołały Radę Europy[1].
- Zakończyła się blokada Berlina Zachodniego przez ZSRR[8].
- 6 maja – zmarł Stanisław Grabski, polski działacz społeczny[2].

## Czerwiec
- 5 czerwca – w Waszyngtonie powołano Komitet Wolnej Europy. Jego celem było stworzenie rozgłośni radiowych emitujących audycje słyszalne w państwach bloku wschodniego[1].
- 18 czerwca – urodził się Lech Kaczyński, prezydent Polski urzędujący w latach 2005–2010[9].
- 21 czerwca – w Polsce zlikwidowano działalność UNRRA[2].

## Lipiec
- 20 lipca – zakończyła się I wojna izraelsko-arabska[1].

## Sierpień
- 24 sierpnia – formalnie wszedł w życie Traktat waszyngtoński[10].

## Wrzesień
- 7 września – na obszarze Trizonii utworzono Republikę Federalnych Niemiec[1].
- 15 września – Konrad Adenauer został kanclerzem Niemiec[11].
- 25 września – radziecka agencja informacyjna TASS wydała komunikat o przeprowadzeniu przez ZSRR udanej próby nuklearnej[1].
- 30 września – rząd PRL zerwał stosunki dyplomatyczne z Jugosławią[2].

## Październik
- 1 października – w Pekinie Mao Zedong proklamował Chińską Republikę Ludową[1].
- 7 października – w Berlinie przedstawiciele SPJN proklamowali Niemiecka Republikę Demokratyczną (w skrócie NRD)[1].
- 16 października – zakończyła się wojna domowa w Grecji[1].

## Listopad
- 7 listopada – Konstanty Rokossowski został marszałkiem Polski i Ministrem Obrony Narodowej[2].
- 21 listopada – Zgromadzenie Ogólne ONZ uchwaliło rezolucję o zjednoczeniu byłych kolonii włoskich w Afryce Północnej: Trypolitanii i Cyrenajki. W wyniku połączenia powstała Libia[1].
- 27 listopada – PSL i SL (lubelskie) połączyły się i utworzyły Zjednoczone Stronnictwo Ludowe[12].

## Grudzień
- 10 grudnia:
  - Pokojową Nagrodę Nobla otrzymał John Boyd Orr[1].
  - w Chengdu wystartował w kierunku Tajwanu samolot DC-4. W samolocie znalazł się Czang Kaj-szek, który ewakuował się z Chin i na stałe został w Tajwanie[13].
- 16 grudnia – Sukarno został prezydentem republiki Indonezji[1].
- 20 grudnia – w Londynie powstała Rada Polityczna. Na jej czele stanął Tomasz Arciszewski[12].
- 27 grudnia – Holandia przyznała suwerenność Indonezji[1].

## Biografia
- Adam Dziurok, Marek Gałęzowski, Łukasz Kamiński, Filip Musiał: Od niepodległości do niepodległości Historia Polski 1918-1989. Warszawa: Instytut Pamięci Narodowej, 2010.